# Pârscovelu
Pârscovelu – wieś w Rumunii, w okręgu Buzău, w gminie Brăești. W 2011 roku liczyła 48 mieszkańców.